# Eisriesenwelt
Die Eisriesenwelt ist ein Höhlensystem im Tennengebirge im Land Salzburg in Österreich, nahe dem Ort Tenneck.
Die Eisriesenwelt (auch Posselthöhle, Erstbeschrieb Anonym 1879, Posselt 1880; K.Nr. 1511/24) gilt mit einer Gesamtlänge von 42 km als die größte Eishöhle der Welt. Entdeckt wurde sie 1879 durch den Salzburger Naturforscher Anton von Posselt-Czorich. Heute ist die Höhle ein Ausflugsziel.

## Lage und Beschreibung
Die Höhle befindet sich im Tennengebirge oberhalb Wimm bei Tenneck in Österreich, etwa 50 km südlich von Salzburg.
Die Urne des im Ersten Weltkrieg gefallenen, maßgeblich beteiligten Forschers Alexander von Mörk steht über einem Höhlendurchgang im Inneren der Höhle, welche sich über 42 Kilometer in den Berg erstreckt. Nur der erste Kilometer ist vereist und via Führung zu besichtigen.

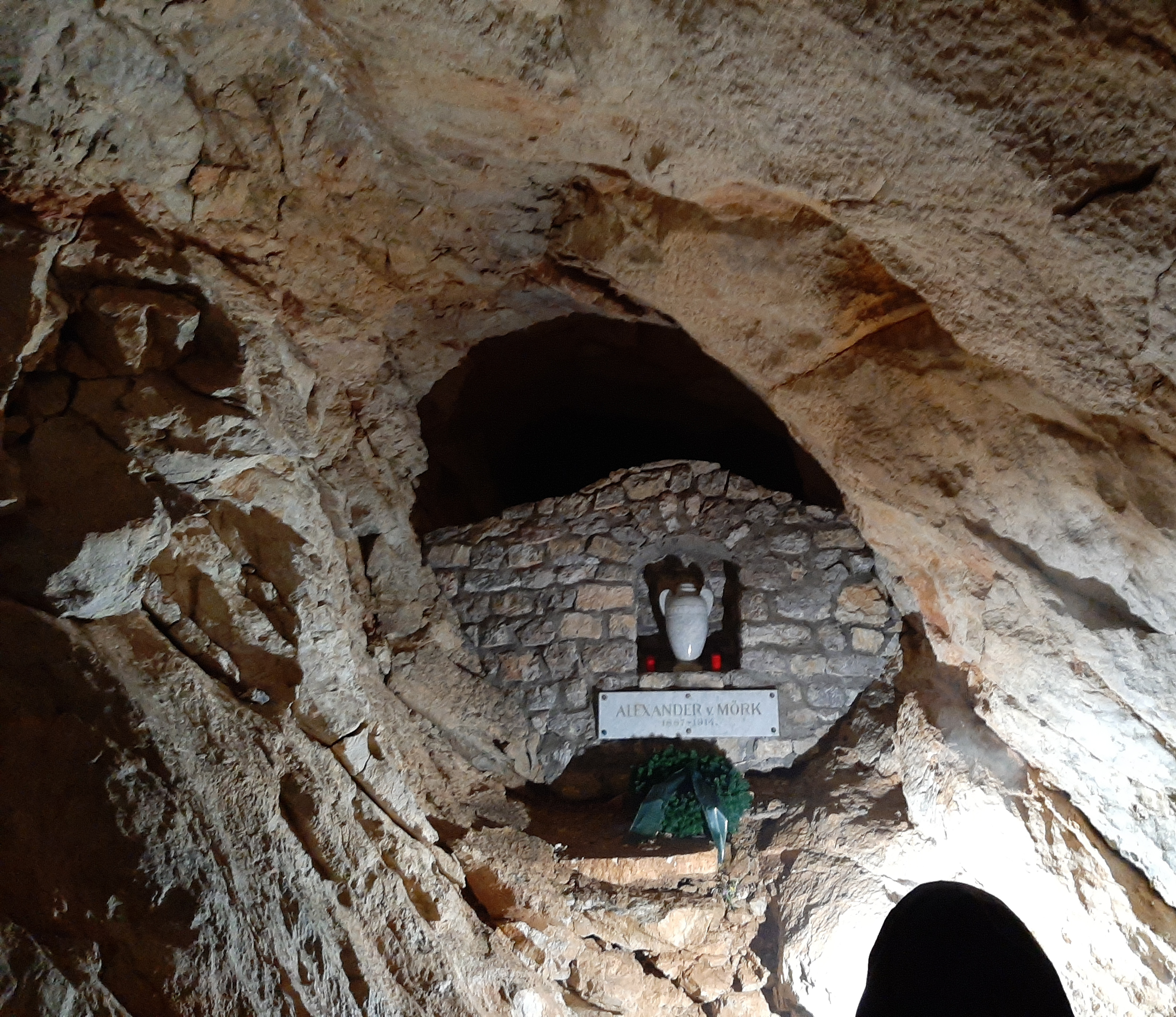
Urne des Forschers Alexander von Mörk

Das Eingangsportal befindet sich in 1640 m ü. A. Nach dem Eispalast gibt es keine zusammenhängenden Eisplatten mehr, dort endet auch der Führungsteil. Vom Eispalast führt ein steiler Bockstollen zum U-Tunnel. Danach folgt das Midgards. Dieser Gang ist der größte der Höhle (Breite zwischen 8 und 30 Meter). Von dort aus gehen in alle Richtungen Verzweigungen ab. Das Ende der Höhle ist die Neue Welt in 1595 m.
Das Eis wächst durch den Kamineffekt in der Höhle, der im Winter kalte Luftmassen bis auf etwa 1 km ins Höhleninnere transportiert. Das Gestein speichert die Kälte bis ins Frühjahr und wenn es dann draußen bereits wärmer wird und die Schneeschmelze einsetzt, kann Wasser durch Spalten und Risse im Fels in die Höhle sickern und zu Eis gefrieren.
Im Sommer erwärmt sich auch das Höhleninnere; 5–10 cm der Bodeneisdecke schmelzen wieder weg. Im darauffolgenden Frühjahr wächst aber alles wieder nach. Insgesamt wird das Eis also nicht weniger – es wird etwas mehr.

Längsschnitt durch das vorderste Viertel der Eisriesenwelt-Höhle
Grundriss-Plan der Höhle

## Geschichte
Entdeckt wurde die Höhle im Jahre 1879 vom Salzburger Naturforscher Anton Posselt. Ihm gelang es damals, circa 200 m in das Höhleninnere vorzudringen. Weiter konnte er nicht mehr. Die Eisdecke wurde zu steil für ihn; seine Ausrüstung war zu schlecht. Seinen Umkehrpunkt markierte er mit einem schwarzen Kreuz am Felsen, dem Posselt-Kreuz. Nachher wurde die Höhle wieder weitgehend vergessen.
Im Jahre 1913 gelang es einigen Forschern, Alexander von Mörk, Erwin Angermayer und Hermann Rihl, das steilste Stück der Eisdecke, den Großen Eiswall, zu bezwingen. Alexander von Mörk war zudem auch der erste Forscher, der es wagte, den Sturmsee, einen kleinen Durchgang, der damals unter Wasser stand, zu passieren. Dahinter entdeckte er eine riesige Halle, die später nach ihm benannt wurde. 1914 musste Alexander von Mörk in den Ersten Weltkrieg ziehen. Dort fiel er dann im Alter von 27 Jahren. Sein letzter Wille war es, in der Eisriesenwelt begraben zu werden. Dieser Wunsch wurde ihm erfüllt und er wurde Mitte der 1920er Jahre im von ihm entdeckten Alexander-von-Mörk-Dom beigesetzt.
Nach dem Ende des Ersten Weltkriegs trieb der Salzburger Rechtsanwalt Friedrich Oedl (1894–1969) die Forschung ab 1919 voran, wobei er durch seinen Bruder Franz Robert Oedl sowie Leopoldine Fuhrich unterstützt wurde. Er errichtete die erste Unterkunft, das Forscherhüttl.
Grundeigentümer der Eisriesenwelt sind die Österreichischen Bundesforste. Mit ihnen hatte der Salzburger Verein für Höhlenkunde eine vorläufige Pacht vereinbart, die 1928, nach Gründung einer eigenen Eisriesenwelt-Gesellschaft m.b.H. (deren erster Geschäftsführer Oedl war), in einen langfristigen Vertrag überging. Später wurde Erwin Angermayer Geschäftsführer. Die Einkünfte dienen Erforschung und Erschließung der Höhle, die Bundesforste (als Grundeigentümer) erhalten einen jährlichen Prozentsatz der Eintrittsgelder.

## Erschließung und Tourismus
Die ersten Führungen in der Eisriesenwelt fanden im Jahre 1920 statt. Heute bringt eine Seilbahn bis 2500 Gäste pro Tag bis in die Nähe des Höhleneingangs (Dr.-Friedrich-Oedl-Haus), im Jahr sind es etwa 150.000 Besucher. Für die Führung bekommen die Besucher Karbidlampen. Die Führer leuchten die circa fünf Eisfiguren mit Magnesiumlicht aus.
Besuchswillige sollten beachten, dass der Aufstieg zur unteren Seilbahnstation und von der Bergstation der Seilbahn bis zum Höhleneingang bzw. mit den 1400 Stufen (700 hinauf und 700 wieder herunter) der Höhlentour eine gewisse Kondition verlangt. Die Führung dauert etwa 75 Minuten. Innerhalb der Höhle herrscht Film- und Fotografierverbot, was mit befürchteten zeitlichen Verzögerungen und deren Auswirkungen auf die Taktung der Führungen begründet wird.
Die Eisriesenwelt ist gewöhnlich zwischen 1. Mai und 26. Oktober für Besucher geöffnet. In den Wintermonaten ist der Höhleneingang bedingt durch die hochalpine Lage und Lawinengefahr nicht erreichbar. Die Temperatur in der Höhle bleibt auch im Sommer meist unter dem Gefrierpunkt.

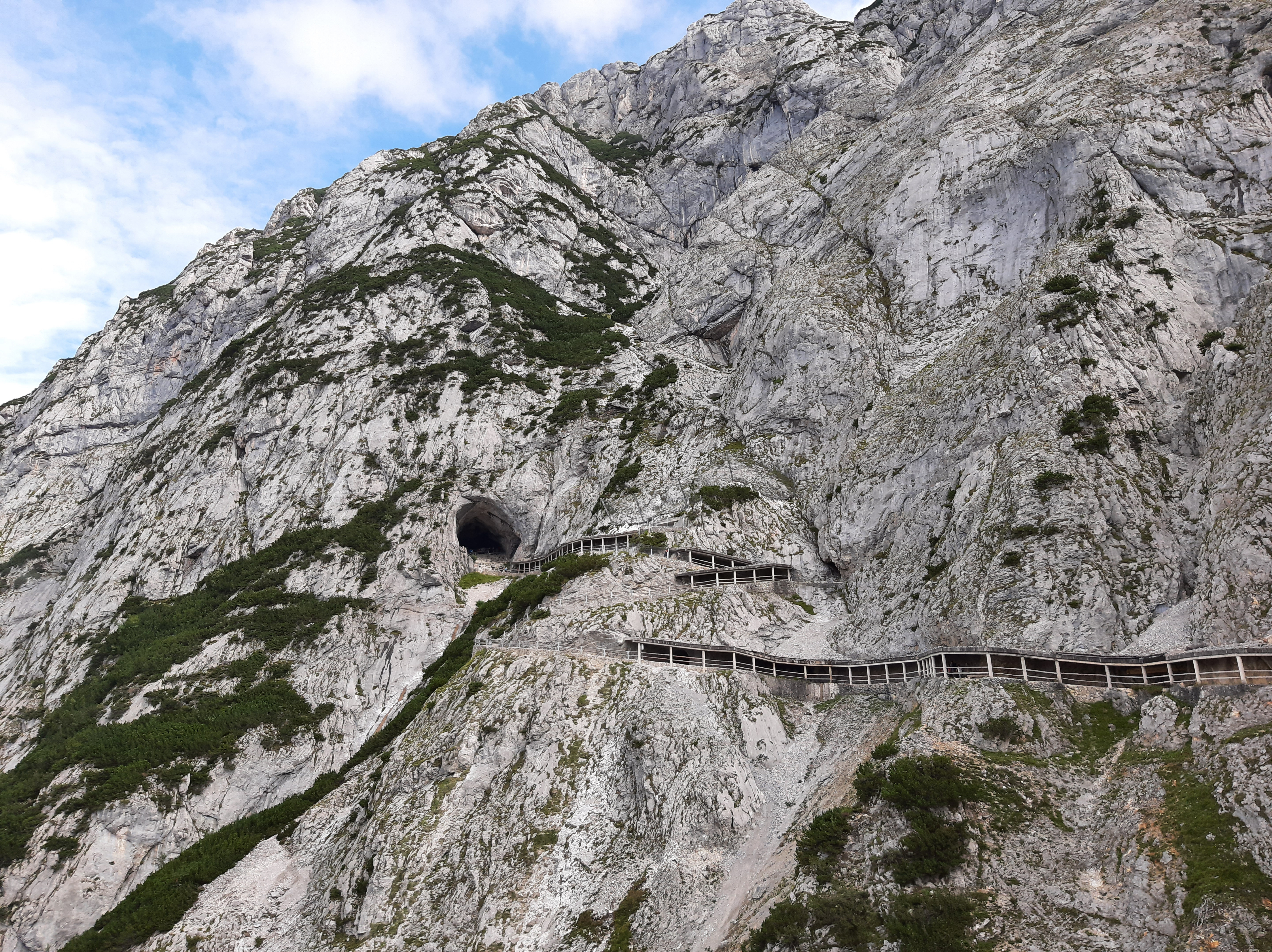
Höhleneingang im Gebirge und überdachter Wanderweg
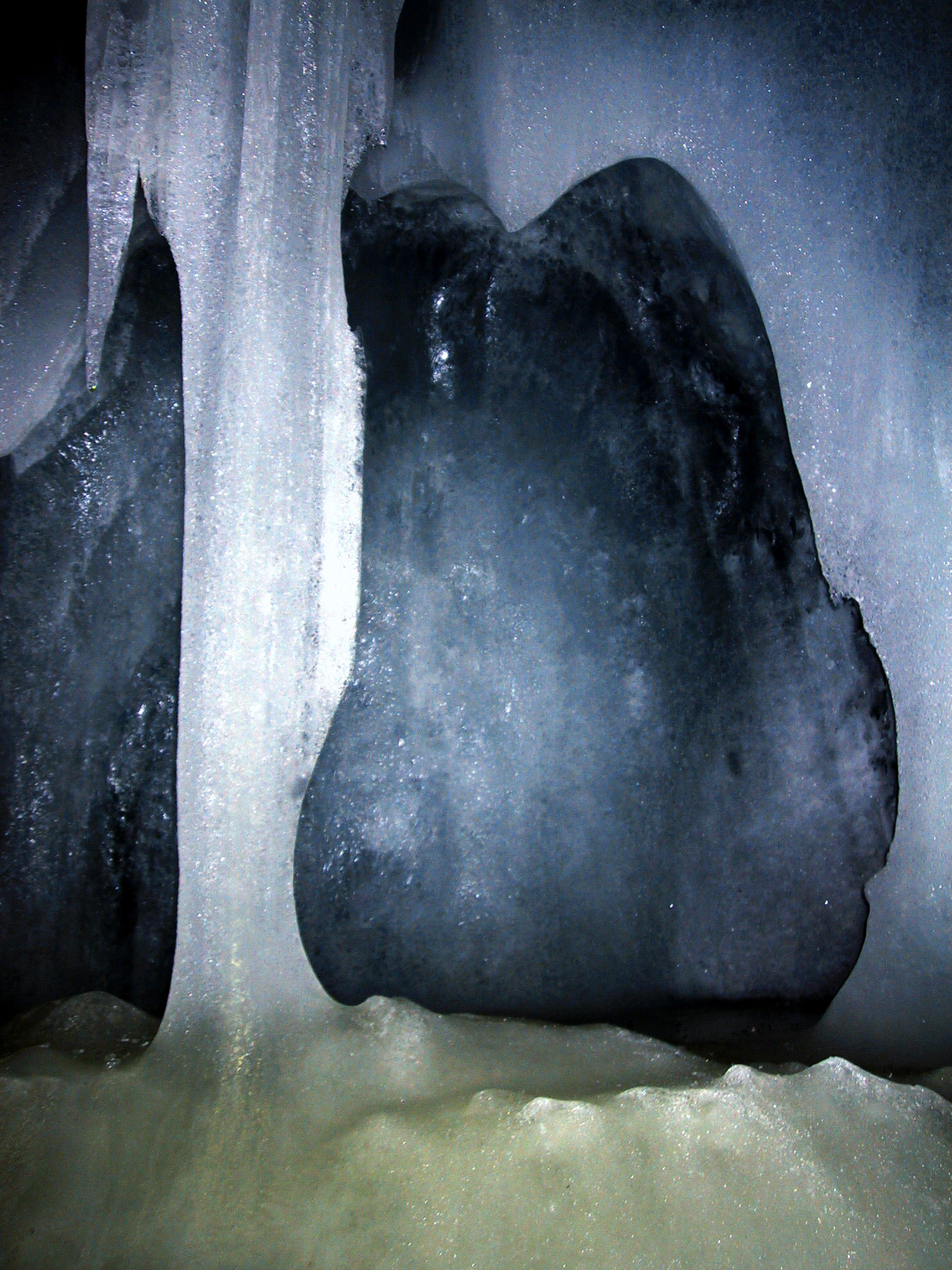
Eisstalagnat
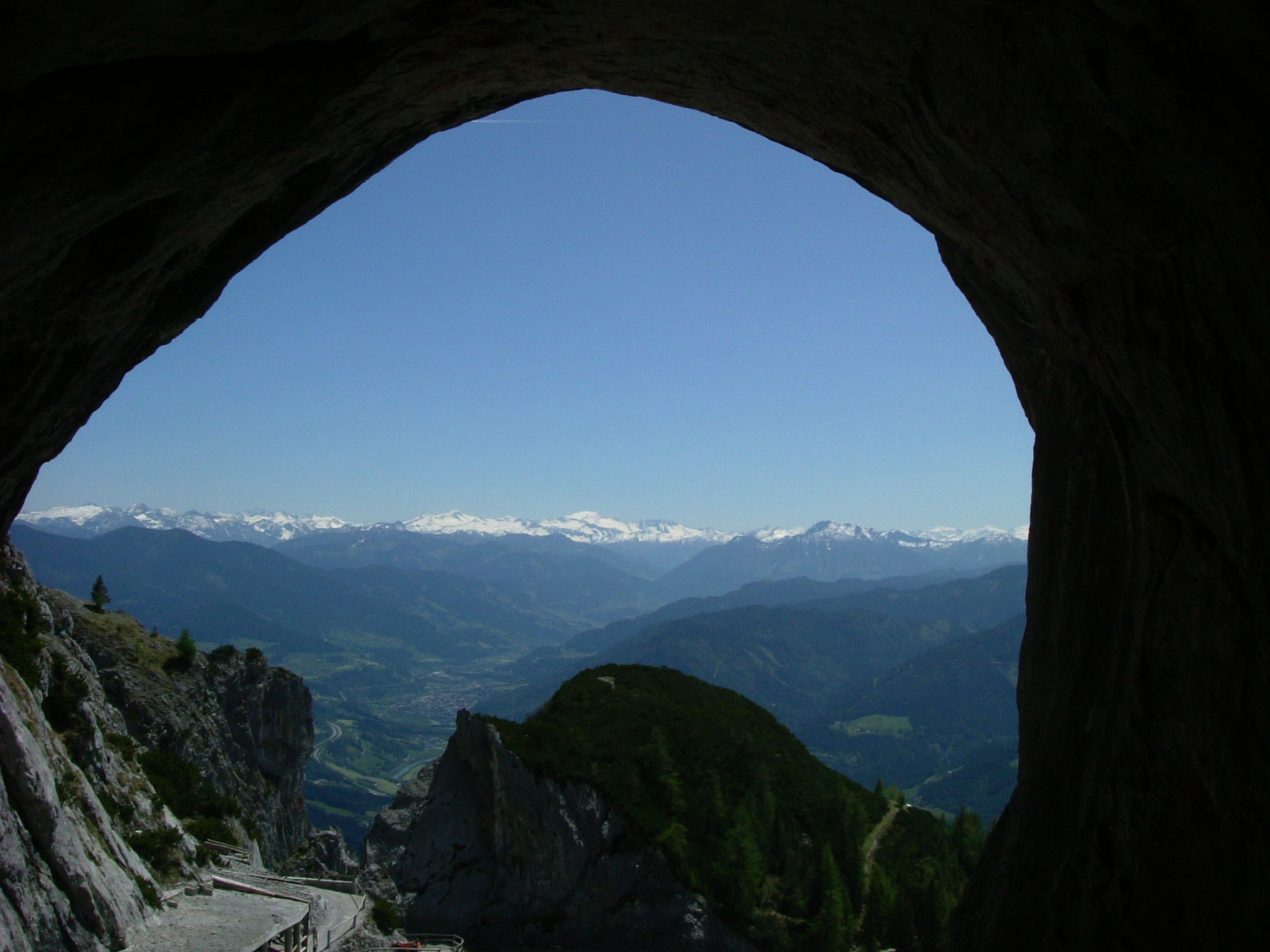
Höhlenausgang der Eisriesenwelt mit Blick auf den Alpenhauptkamm (Hohe Tauern)